# Атена, Пьер-Луи
Пьер-Луи Атена (фр. Pierre-Louis Athénas; 3 февраля 1752, Париж — 22 марта 1829, Нант) — французский учёный, технолог, физикохимик, археолог, агроном
, предприниматель.

## Биография
Сын фармацевта. С детства интересовался химией. Учился у Гийома Франсуа Руэля.
Во время Французской революции за поддержку противников Робеспьера в июне 1794 был заключён в тюрьму.
В 1797 году был одним из основателей «Ведомственного института наук и искусств Нижней Луары», который стал основой «Академического общества Нанта и Атлантической Луары», старейшего научного общества в Бретани. Наполеон Бонапарт назначил его генеральным советником Нижней Луары.
В 1803 году занял должность секретаря Торговой палаты Нанта.

## Научная деятельность
Занимался исследованиями нового процесса извлечения соды из морской соли . В 1777 году поселился в Бретани, где разработал новую технологию получения соды из пирита, менее дорогую, чем существовавшая до того. В 1784 году представил это открытие Академии наук.
Затем приступил к производству серной кислоты, перегонке коньячных напитков.
С 1798 года занимался работами по региональной топонимии, минералогии, агрономии, сельскохозяйственной механике (плуг) и в археологии. В частности, обнаружил топоры бронзового века в Сен-Жан-де-Буазо и три бронзовых меча в болотах Монтуар-де-Бретань.
Активно занимался улучшением земледелия в департаменте Нижней Луары, натурализировал гвинейскую траву (Panicum altininium), одну из лучших кормовых трав, изобрел плуг, за что был награждён золотою медалью Академии наук Франции в 1824 году, который носит его имя, открыл богатые руды олова в Перьяк-де-Мере.
Автор многих сочинений по самым разнообразным предметам хозяйства, промышленности и археологии:
- «Mémoires sur l’inflammation instantanée des tourbières»,
- «Sur le froment du c. Bonne-Esperance, le fromage de Russie et l’avoine de Pensylvanie»,
- «Mémoires sur les armes celtiques»,
- «Sur les autels druidiques» и др.